# BPS (motorfiets)
BPS is een historisch Frans motorfietsmerk.
De bedrijfsnaam was: Motos Boudet-Portal, Villefranche-de-Rouergue.
BPS was een klein Frans motormerk dat zich in de zeventiger jaren bezighield met lichte cross- en trialmotoren met 49- en 123cc-blokken van Sachs, Franco Morini, Aspes en Minarelli. De latere modellen hadden ook 248cc-blokken.
In Frankrijk werd het merk SWM onder de naam BPS verkocht.